# Ayana Mathis

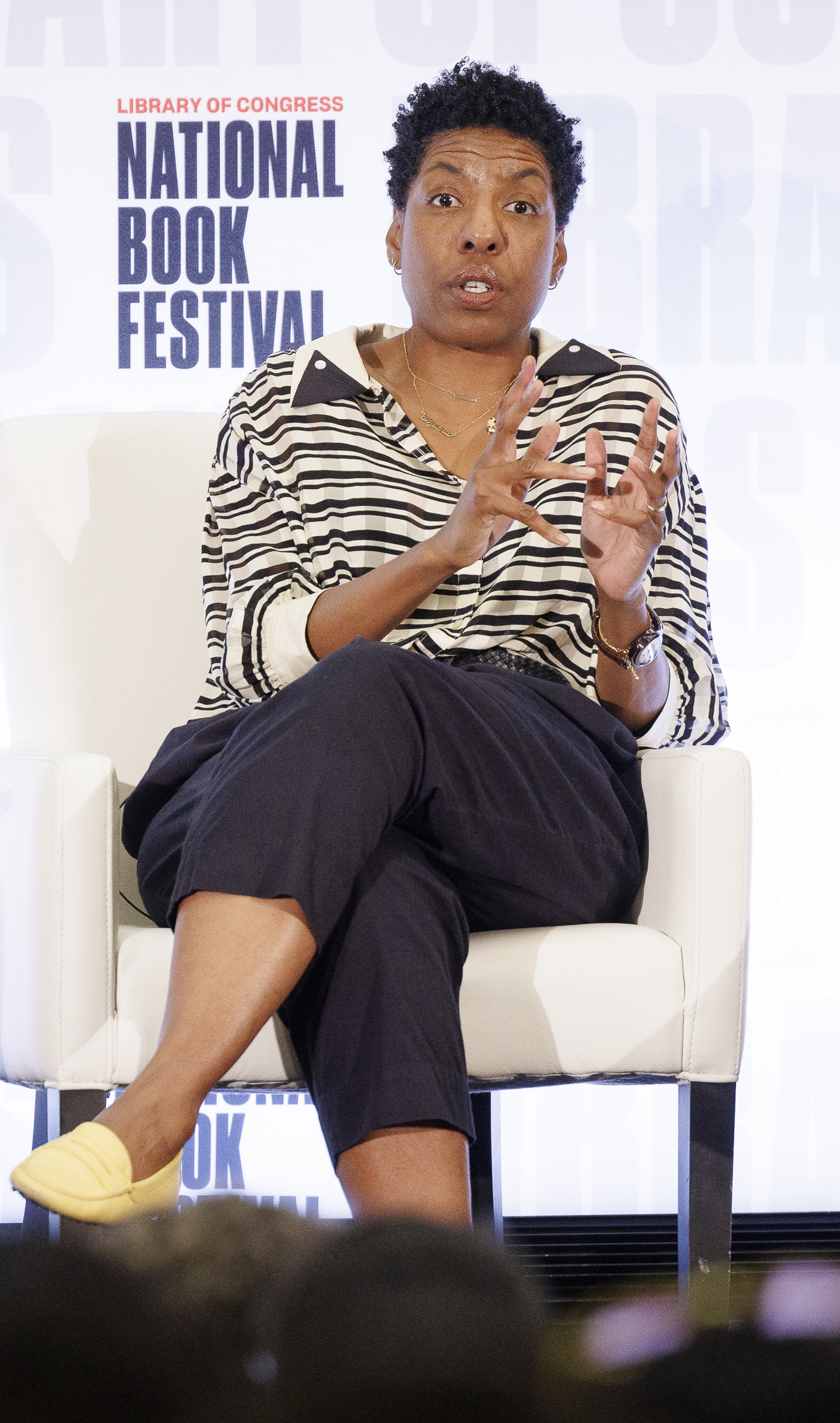
Ayana Mathis im 2024

Ayana Mathis (* 1973 in Philadelphia) ist eine US-amerikanische Schriftstellerin und Hochschullehrerin. Bekannt wurde sie durch ihren Debütroman The Twelve Tribes of Hattie (2012).

## Leben
Mathis wurde in Philadelphia geboren und wuchs dort auf. In ihrer Kindheit lebte sie zeitweise bei ihren Großeltern, während ihre Mutter mit psychischen Problemen zu kämpfen hatte. Mit zehn Jahren kam es zu einem Bruch zwischen ihrer Mutter und der restlichen Familie, woraufhin Mutter und Tochter alleine lebten und häufig umzogen. Später litt sie selbst unter Depressionen.
Sie begann früh mit dem Schreiben, glaubte jedoch nicht daran, davon leben zu können. Vor ihrer Schriftstellerkarriere arbeitete sie unter anderem als Kellnerin, in der Obdachlosenhilfe und als Faktenprüferin bei einer Zeitschrift. Mathis absolvierte den renommierten Iowa Writers’ Workshop, wo sie unter anderem von Marilynne Robinson unterrichtet wurde.
Neben ihrer schriftstellerischen Tätigkeit veröffentlicht Mathis Essays und Artikel in renommierten Publikationen wie der New York Times, The Atlantic, Guernica und Rolling Stone. Sie unterrichtet Kreatives Schreiben im MFA-Programm des Hunter College in New York City.

## Werk
Im Jahr 2012 veröffentlichte Mathis ihren Debütroman The Twelve Tribes of Hattie, welcher die Geschichte von Hattie Shepherd und ihren elf Kindern sowie einer Enkelin erzählt. Das Buch wurde ein Bestseller der New York Times, von NPR zu einem der besten Bücher des Jahres 2013 gewählt und in 16 Sprachen übersetzt. Oprah Winfrey wählte den Roman als zweite Auswahl für ihren Buchclub 2.0 aus.
2023 erschien ihr zweiter Roman The Unsettled, der zwischen dem Philadelphia der 1980er-Jahre und einer mythischen schwarzen Utopie in Alabama spielt. Das Werk thematisiert eine Phase der US-Geschichte, geprägt von enttäuschten Hoffnungen und gescheiterten sozialen Projekten.

## Auszeichnungen
Mathis erhielt 2024 den erstmals vergebenen Gabe Hudson Prize für The Unsettled, einen mit 10.000 US-Dollar dotierten Literaturpreis von McSweeney’s zu Ehren des verstorbenen Autors Gabe Hudson. Sie äußerte dazu: „Es ist das Privileg meines Lebens, als erste Empfängerin dieses angesehenen Preises Teil von Gabes Vermächtnis an Großzügigkeit, literarischer Gemeinschaft und künstlerischer Exzellenz zu werden“.